# Cambernon
Cambernon és un municipi francès situat al departament de la Manche i a la regió de Normandia. L'any 2007 tenia 698 habitants.

## Demografia

### Població
El 2007 la població de fet de Cambernon era de 698 persones. Hi havia 272 famílies de les quals 60 eren unipersonals (24 homes vivint sols i 36 dones vivint soles), 96 parelles sense fills, 92 parelles amb fills i 24 famílies monoparentals amb fills.
La població ha evolucionat segons el següent gràfic:
Habitants censats

### Habitatges
El 2007 hi havia 313 habitatges, 273 eren l'habitatge principal de la família, 25 eren segones residències i 14 estaven desocupats. 309 eren cases i 3 eren apartaments. Dels 273 habitatges principals, 218 estaven ocupats pels seus propietaris, 49 estaven llogats i ocupats pels llogaters i 6 estaven cedits a títol gratuït; 1 tenia una cambra, 6 en tenien dues, 24 en tenien tres, 63 en tenien quatre i 179 en tenien cinc o més. 231 habitatges disposaven pel capbaix d'una plaça de pàrquing. A 122 habitatges hi havia un automòbil i a 141 n'hi havia dos o més.

### Piràmide de població
La piràmide de població per edats i sexe el 2009 era:
| Homes | Edats   | Dones |
| ----- | ------- | ----- |
| 0     | 95 o +  | 0     |
| 0     | 90 a 94 | 8     |
| 4     | 85 a 89 | 16    |
| 0     | 80 a 84 | 16    |
| 12    | 75 a 79 | 12    |
| 8     | 70 a 74 | 16    |
| 28    | 65 a 69 | 16    |
| 20    | 60 a 64 | 28    |
| 16    | 55 a 59 | 8     |
| 28    | 50 a 54 | 20    |
| 48    | 45 a 49 | 28    |
| 20    | 40 a 44 | 20    |
| 28    | 35 a 39 | 40    |
| 20    | 30 a 34 | 16    |
| 28    | 25 a 29 | 12    |
| 24    | 20 a 24 | 12    |
| 32    | 15 a 19 | 16    |
| 40    | 10 a 14 | 16    |
| 32    | 5 a 9   | 24    |
| 16    | 0 a 4   | 16    |

## Economia
El 2007 la població en edat de treballar era de 425 persones, 313 eren actives i 112 eren inactives. De les 313 persones actives 291 estaven ocupades (154 homes i 137 dones) i 22 estaven aturades (8 homes i 14 dones). De les 112 persones inactives 49 estaven jubilades, 32 estaven estudiant i 31 estaven classificades com a «altres inactius».

### Ingressos
El 2009 a Cambernon hi havia 280 unitats fiscals que integraven 682,5 persones, la mediana anual d'ingressos fiscals per persona era de 15.959 €.

### Activitats econòmiques
Dels 12 establiments que hi havia el 2007, 1 era d'una empresa extractiva, 5 d'empreses de construcció, 1 d'una empresa de comerç i reparació d'automòbils, 1 d'una empresa de serveis i 4 d'entitats de l'administració pública.
Dels 3 establiments de servei als particulars que hi havia el 2009, 2 eren paletes i 1 guixaire pintor.
L'any 2000 a Cambernon hi havia 45 explotacions agrícoles que ocupaven un total de 1.504 hectàrees.

## Equipaments sanitaris i escolars
El 2009 hi havia una escola elemental integrada dins d'un grup escolar amb les comunes properes formant una escola dispersa.

## Poblacions més properes
El següent diagrama mostra les poblacions més properes.